# Lühe-Schulau-Fähre
Koordinaten: 53° 34′ 5″ N, 9° 40′ 5″ O
Die Lühe-Schulau-Fähre ist eine Verkehrsverbindung über die Elbe zwischen den Anlegestellen Grünendeich im Landkreis Stade (Niedersachsen) und Willkommhöft in Schulau/Wedel (Schleswig-Holstein). Wegen sich häufender Schäden an der Antriebsanlage des einzigen Fährschiffs kam es im Jahr 2024 immer wieder zur Einstellung des Betriebs.

## Geschichte
Eine Fährverbindung über die Unterelbe (westlich von Hamburg) erwies sich bereits im Mittelalter als sinnvoll. Es bestand ein etablierter Handelsweg für Rindvieh, der Ochsenweg aus dem dänischen Jütland in die Niederlande. Die Tiere wurden in Herden getrieben, was durch die Stadt Hamburg nicht nur einen Umweg bedeutet hätte, sondern bei der dortigen Bürgerschaft auch nicht gern gesehen wurde. Erste Fähranleger bestanden am Nordufer des Flusses in Blankenese und Wedel, am Südufer in Cranz, Stade (an der Schwinge) und Lühe. Die Wedeler Ochsenmärkte waren überregional bekannt.
Ende des 19. Jahrhunderts begann die Entwicklung des „Alten Lands“ zum größten zusammenhängenden Obstanbaugebiet Europas. Die Obstbäume stammten vorwiegend aus in Schleswig-Holstein gelegenen Baumschulen und stellten so in beträchtlichem Maß ein neues Transportgut für die Fährverbindung dar. Nicht zuletzt machte es der zunehmende Seeverkehr nach und aus Hamburg und die damit in Verbindung stehende Notwendigkeit des Einsatzes von Lotsen auf dem nautisch anspruchsvollen Fahrwasser der Elbe erforderlich, für die Elblotsen eine regelmäßige Möglichkeit zum Übersetzen vorzuhalten.
Am 25. März 1918 gründeten Kaufleute, Lotsen und Obstbauern aus Grünendeich, Wedel und Hamburg die Lühe-Schulau-Fähre GmbH in Stade. Später wurden, der Tradition entsprechend, dass das Fährprivileg bei den Landesherrn lag, die interessierten Gebietskörperschaften Gesellschafter. Es waren im Jahr des 100-jährigen Bestehens der Reederei der Landkreis Stade, die Hansestadt Stade, die Stadt Wedel, die Gemeinde Jork und die Samtgemeinde Lühe.

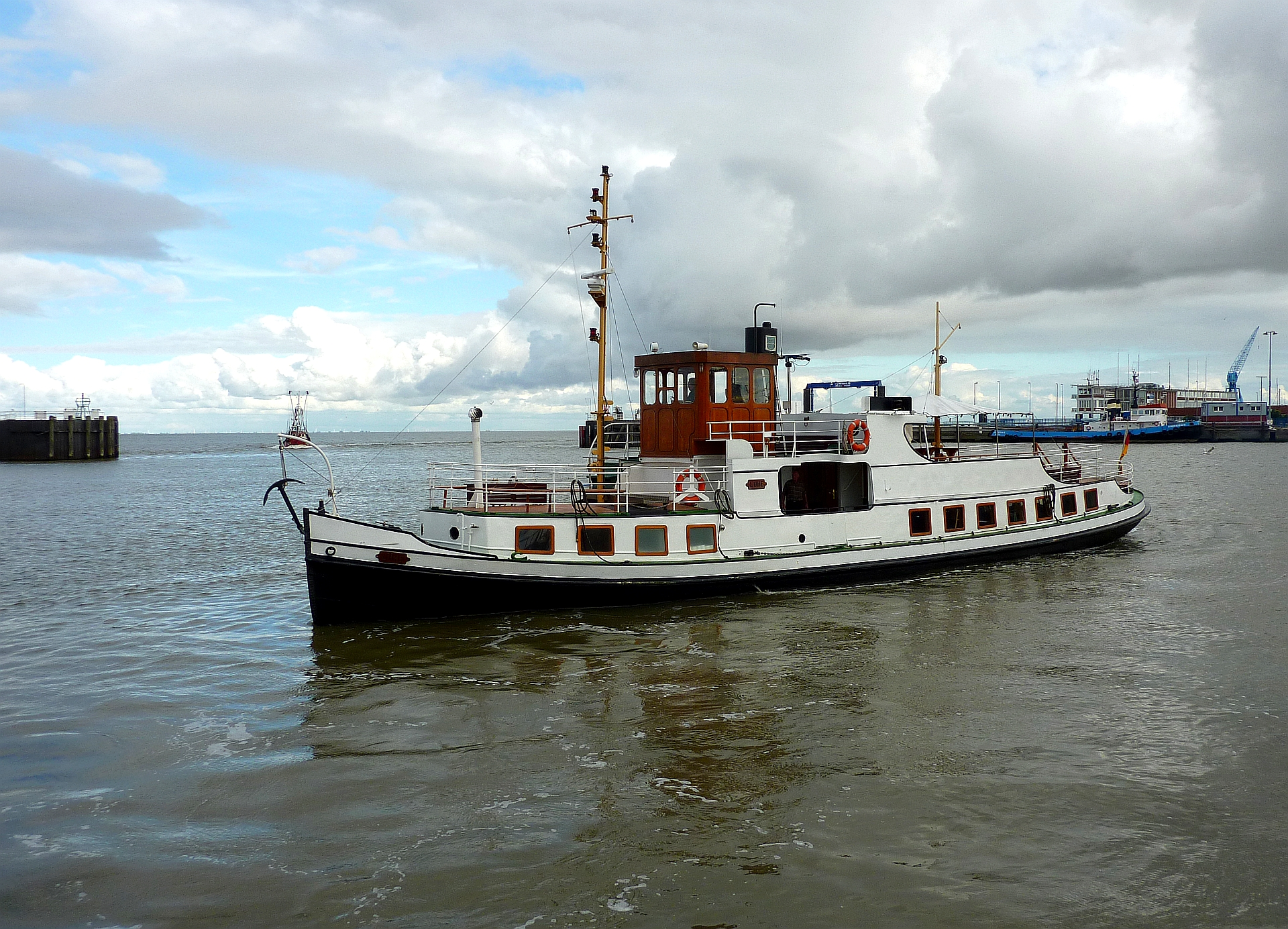
MS Lühe von 1927

Ein gutes Jahr nach Gründung der Gesellschaft nahm sie den regelmäßigen, zweimal täglichen Fährbetrieb am 22. Mai 1919 mit der Hafenbarkasse Lühe-Schulau auf. Im Jahr 1922 kaufte die Reederei eine zweite, aus Warnemünde stammende Fähre, die den Namen Schulau erhielt. Auch die Kapazität beider Einheiten erwies sich als nicht ausreichend, so dass 1927 die von der Stader Schiffswerft abgelieferte Lühe, die bis in das Jahr 1989 im Einsatz blieb, zur Flotte kam. 1935 folgte die bei der Schiffswerft D. H. Kremer in Elmshorn gebaute Schulau, die ihren vorangegangenen Namensträger ablöste und bis 1991 in Fahrt blieb. In den Jahren 1989 bis 1992 erfolgte die nächste Erneuerung der Flotte durch bei Menzer in Bergedorf gebaute Einheiten: Zunächst kam Dat Ole Land (niederdeutsch für „Das Alte Land“), dann eine neue Schulau hinzu.
Nachdem der Warentransport schon längere Zeit für die Fährverbindung angesichts des Gütertransports per Lkw und des Baus des neuen Elbtunnels und der Bundesautobahn 7 praktisch keine Rolle mehr gespielt hatte, nahm auch die Zahl der regelmäßigen Berufspendler deutlich ab. Aus Wedel zogen sich große Unternehmen zurück, während im Landkreis Stade mit Airbus und Dow Chemical neue Industriebetriebe entstanden. Es wurde für ausreichend angesehen, nur noch eine Fähre zu betreiben. Im Jahr 2001 wurde die Schulau verkauft.
Die verbliebene Dat Ole Land wurde im Jahr 2012 durch einen 1,85 Mio. Euro teuren Neubau, die Dat Ole Land II, ersetzt. Da sich die Auslieferung des Neubaus etwas verzögerte, kam im Januar 2012 die damals 85 Jahre alte Lühe bis zur Inbetriebnahme der Dat Ole Land II am 29. Februar 2012 nochmal in den Liniendienst zurück. Bei reduzierter Frequenz der Abfahrten im Winterhalbjahr beträgt die Anzahl der Überfahrten jährlich rund 4.500 mit mehr als 80.000 Passagieren. Die Fahrzeit zwischen den beiden Anlegern beträgt je nach Lauf der Tide rund 25 Minuten.
Wesentliche Bedeutung hat die Passagierfähre für Ausflügler und Radwanderer. Der Anleger Willkommhöft in Schulau ist wegen seiner zentralen Lage und guten Erreichbarkeit, der dortigen Schiffsbegrüßungsanlage und des Restaurants Schulauer Fährhaus eine lokale Attraktion. Der recht abgelegene Lühe-Anleger in Grünendeich gilt vor allem im Sommerhalbjahr auch als Treff- und Anziehungspunkt für Motorradfahrer. Die Fährverbindung Lühe–Schulau ist Teil der Radwanderwege Elbe und die einzige Möglichkeit, direkt zwischen den Wanderwegen an beiden Ufern zu wechseln.